# Slătioara, Olt
Slătioara là một xã thuộc hạt Olt, România. Dân số thời điểm năm 2002 là 2578 người.